# Tillandsia cauliflora
Tillandsia cauliflora là một loài thuộc chi Tillandsia. Đây là loài bản địa của Costa Rica.